# عمرو
عَمرو (تلفظ می‌شود [æmr]) نامی عربی است که می‌تواند به موارد زیر اشاره کند:
- عمرو بن کلثوم
- عمرو ابن هشام
- عمرو عاص
- عمرو لیث
- عمرو عادل
- عمرو دیاب
- عمرو فهیم
- عمرو الحلوانی
- عمرو خالد
- عمرو موسی
- عمرو الصفتی
- عمرو سماکه
- عمرو السولیه
- عمرو واکد
- عمرو زکی (بازیکن فوتبال)

- محمد کامل عمرو